# Hebecephalus vinculatus
Hebecephalus vinculatus är en insektsart som beskrevs av Ball 1899. Hebecephalus vinculatus ingår i släktet Hebecephalus och familjen dvärgstritar. Inga underarter finns listade i Catalogue of Life.